# Gertrud Otto
Gertrud Otto (* 7. Juni 1895 in Memmingen; † 12. Oktober 1970 ebenda) war eine deutsche Kunsthistorikerin, die die plastische Kunst des 15. und 16. Jahrhunderts erforschte. Lokale Schwerpunkte waren dabei sowohl die Memminger als auch die Ulmer Schule.

## Leben
Gertrud Otto kam als Tochter des Zeitungsverlegers der Memminger Zeitung und Buchdruckereibesitzers Gustav Otto und seiner Frau Berta, geb. Derpsch, zur Welt. Nach der Volksschule besuchte sie die höhere Töchterschule in Memmingen. Mit 15 Jahren 1910 verließ sie Memmingen und ging nach München. Nur dort war es damals für Mädchen möglich, das Abitur abzulegen. Im Juli 1916 bestand sie am Ludwigsgymnasium das Abitur. Sie war eine der ersten Frauen, die im Königreich Bayern das Abitur ablegte.

### Akademische Laufbahn
Ihr weiterer Berufswunsch war die Aufnahme eines kunstgeschichtlichen Studiums, was natürlich nicht sofort möglich war, da Krieg herrschte. Im Rahmen des Kriegshilfswerkes arbeitete sie zwei Jahre in der Redaktion der Memminger Zeitung und absolvierte noch eine einjährige hauswirtschaftliche Ausbildung in Memmingen.
Im September 1919 begann sie an der Universität München ein Studium der Kunstgeschichte, Klassischen Archäologie, Pädagogik und Psychologie. Drei Jahre später – 1922 – wechselte sie an die Universität Tübingen. Dort reichte sie ihre Dissertation Die Ulmer Plastik in der Spätgotik ein und legte am 13. Dezember 1923 ihr Doktorexamen ab. Anschließend wurde sie Assistentin von Georg Weise am Kunsthistorischen Institut der Universität Tübingen. Dort blieb sie 17 Jahre lang.

### NS-Zeit und Zweiter Weltkrieg
Nach der nationalsozialistischen Machtübernahme begann für Gertrud Otto eine schwierige Zeit, da sie nicht mit der NS-Ideologie sympathisierte. Um ihre Anstellung nicht zu verlieren, wurde sie 1935 Mitglied der NS-Frauenschaft, weigerte sich aber, ein Mitglied der NSDAP zu werden. Am 31. März 1936 legte man ihr das freiwillige Ausscheiden aus dem universitären Dienst nahe.
Am 31. März 1941 verließ Otto das Kunsthistorische Institut in Tübingen und wechselte zu Otto Kletzl an die neu gegründete Reichsuniversität Posen, die dringend akademische Kräfte, auch Frauen, benötigte. Am 26. November 1943 habilitierte sich Gertrud Otto dort mit der Arbeit Das Werk des Ulmer Bildhauers Gregor Erhart. Als die Rote Armee nach Posen vordrang, wurde Gertrud Otto am 20. Januar 1945 evakuiert; das Kriegsende erlebte sie in Memmingen.

### Nachkriegszeit
Von Mai 1945 bis August 1947 bemühte sie sich vergeblich, beruflich wieder Fuß zu fassen. 1947 bewarb sie sich um eine Anstellung an der Städtischen Realschule, dem heutigen Vöhlin-Gymnasium. Dort durfte sie stundenweise die Fächer Deutsch und Geschichte unterrichten. 1952 wurde sie für das Amt der stellvertretenden Schuldirektorin vorgeschlagen. Dabei kam ans Licht, dass sie keine Lehramtsprüfung abgelegt hatte. Nur auf Intervention des damaligen Bürgermeisters Heinrich Berndl konnte verhindert werden, dass ihr die Befähigung zur Lehrtätigkeit abgesprochen wurde. Er erreichte ihre Weiterbeschäftigung, allerdings unter erheblich verschlechterten Konditionen: der Dienstvertrag konnte alljährlich gekündigt werden, das Stundendeputat wurde verringert. Die Vergütung fiel entsprechend bescheiden aus.
Neben der Lehrtätigkeit widmete sich Gertrud Otto nun wieder kunsthistorischen Forschungen und publizierte auch. 1953 konnte sie als erste Memmingerin in London das in der dortigen Kapelle des St. Saviour’s Hospitals aufgestellte Buxheimer Chorgestühl besichtigen. Zwei Jahre später bereiste sie die antiken Stätten Griechenlands. 1960 schied Gertrud Otto aus dem Schuldienst aus.
Als Pensionärin wollte sie nach Amerika, um die dortigen Werke Bernhard Strigels zu erforschen. Sie nahm dafür sogar bei einer Kollegin Englischstunden. Eine schwere Erkrankung mit anschließender ständiger Pflege verhinderte dies. 1970 erlitt sie mit 75 Jahren einen Herzanfall und starb am 12. Oktober 1970 in Memmingen, wo sie auch begraben liegt.
Die Stadt Memmingen ehrte sie durch die Benennung einer Straße im Süden der Stadt mit ihrem Namen.

## Schwerpunkt der kunsthistorischen Arbeit
Der Schwerpunkt ihrer kunsthistorischen Arbeit lag auf der Erforschung der spätgotischen Plastik des schwäbischen Raumes. Das kam auch daher, dass am Lehrstuhl von Georg Weise zu Beginn der 1920er Jahre der gesamte noch vorhandene Bestand an plastischen Werken des 15. und beginnenden 16. Jahrhunderts gesichtet und erfasst worden war. Sie erkannte das Ulmer Münster und die dortige Münsterbauhütte als ein Zentrum des bildhauerischen Schaffens der damaligen Periode. Das Ulmer Münster erhielt in der damaligen Bauphase seinen plastischen Schmuck; damit war die Auftragslage für Künstler dort sehr günstig. Ihr Anliegen war es herauszufinden, was die Künstler in der damaligen Zeit dazu veranlasste, die spätgotischen plastischen Formen zu verlassen und zu der Form der Renaissance zu finden. Diese Entwicklung dokumentierte sie bei dem Künstler Bernhard Strigel. Strigel entwickelte sich vom einfachen mittelalterlich-handwerklichen Schildermacher zum Hofmaler Kaiser Maximilians I. Im Rahmen dieser Forschung unternahm sie Reisen in die Niederlande an die Plätze, die Bernhard Strigel auf seinen Wanderschaften in den 1480er Jahren und Reisen 1507 und 1508 aufsuchte. Später kam Bernhard Strigel an den Wiener Hof des Kaisers Maximilian I., der die namhaftesten Künstler seiner Zeit dort versammelt hatte. Hier konnte der Künstler die Raumauffassung der italienischen Renaissance studieren. Er lernte den ausgefeilten Kolorismus kennen und Figuren, deren Körperproportionen Gewand und Haltung festlegten, die nicht mehr dem spätgotischen Muster entsprachen. Ihre Monographie über Bernhard Strigel aus dem Jahre 1964 ist bis heute Stand der Forschung.

## Schriften (Auswahl)
- Die Ulmer Plastik des frühen 15. Jahrhunderts. Tübingen 1924.
- Die Ulmer Plastik der Spätgotik. Reutlingen 1927.
- Der Export der Syrlin-Werkstatt nach Graubünden. In: Anzeiger für Schweizerische Altertumskunde 37, 1935, S. 283–291.
- mit Georg Weise: Die religiösen Ausdrucksgebärden des Barock und ihre Vorbereitung durch die italienische Kunst der Renaissance. Stuttgart 1938.
- Hans Multscher. Burg 1939.
- Gregor Erhart. Berlin 1943.
- Kloster Blaubeuren. Berlin 1947.
- Die freigelegten Fresken in der Zangmeisterkapelle der St. Martinskirche In: Memminger Geschichtsblätter. 1963, S. 17–21.
- Bernhard Strigel. Berlin 1964.
- Der Memminger Bildhauer Hans Thoman. In: Memminger Geschichtsblätter. 1965, S. 5–14.
- Ivo und Bernhard Strigel, Hans Thoman. Ergänzungen zu Fragen der Memminger Kunstgeschichte. In: Memminger Geschichtsblätter. 1967, S. 23–28.